# Granadura

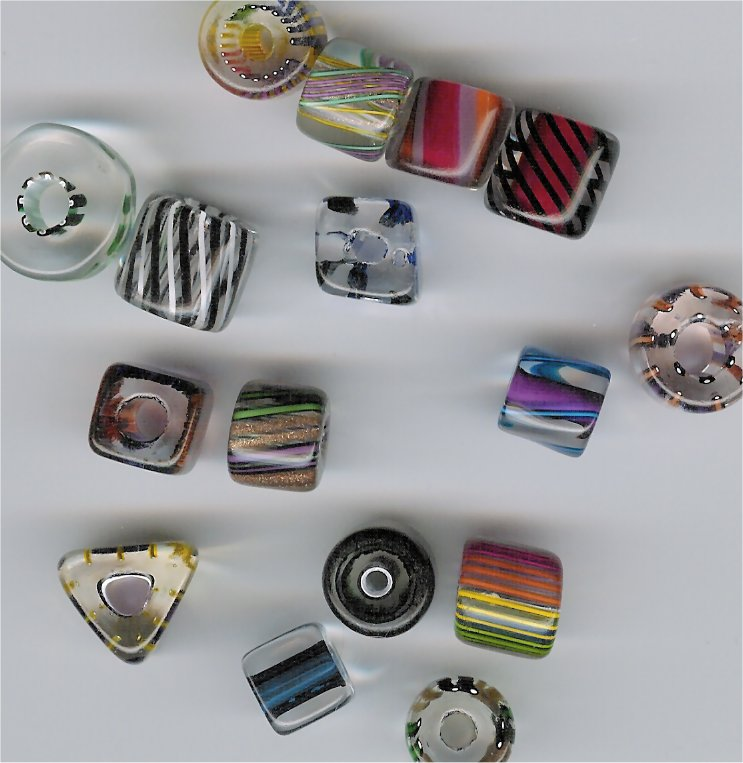
Granadura o grans de colors i formes diverses

La granadura és un conjunt de grans (gra en singular), és a dir, un conjunt d'objectes petits de forma esfèrica amb una perforació que es poden unir per formar collarets, braçalets, rosaris, etc., o també enganxar sobre la roba o mobles. Poden trobar-se'n de diversos materials, com ara fusta, ivori, coral, llavors, os, banya, nacre, perles, atzabeja, pedres precioses, metall, plàstic, ceràmica, vidre (vidre de Murano, vidre txec o cristall de Bohèmia, vidre Swarovski…), etc. Al Paleolític ja s'usaven com a amulets (i encara són usades en alguns llocs), ja que pensaven que posseïen propietats màgiques. Des de l'antiguitat també són usats com a decoració. En ser fàcils de traslladar, van ser usats també com diners.
Alguns descobriments arqueològics suggereixen que ja s'utilitzaven a l'antiga Mesopotàmia, i també a l'Índia, en forma de collarets de grans d'or. A Egipte els nobles regalaven collarets amb granadura de pedres precioses de colors, i també de vidre o ceràmica. Els nobles mongols i els cortesans de l'Imperi Romà d'Orient portaven collarets de perles. Els indígenes de l'Amèrica del Nord i algunes tribus africanes utilitzaven collarets de granadura petita. Els asteques n'utilitzaven com a part de les seves vestimentes maxtil, sobre les quals es col·locava un mantell (que els més rics adornaven amb plomes sobre granets daurats).
La granadura pot ser de diferents materials, colors, formes i qualitats. Dins de la immensa quantitat de materials que es podrien emprar per crear grans, s'està imposant el vidre, per la qual cosa els grans se solen anomenar genèricament també grans de vidre (també granets de vidre), encara que no siguin d'aquest material. En destaquem de diversos tipus: vidre austríac, cristall de Bohèmia o vidre txec i el vidre venecià o de Murano. A part d'aquests tipus, també s'estan imposant els vidres fabricats a l'Àsia. Entre tots cal destacar un tipus de vidre austríac, que per la seva qualitat, brillantor i varietat de formes i colors té nom propi: el vidre Swarovski.